# 4-by The Beatles
Не путать с мини-альбомом Four by The Beatles.
4-by The Beatles — третий из мини-альбомов (EP) группы «Битлз», выпущенных в США (и второй, выпущенный на лейбле Capitol Records). Мини-альбом вышел 1 февраля 1965 года; номер по каталогам — R-5365. Данный альбом был выпущен лишь в моно-версии.

## История мини-альбома
Несмотря на то, что первый мини-альбом, выпущенный лейблом Capitol (Four by The Beatles), не оправдал всех возлагаемых на него надежд, он всё же показал себя в чартах синглов, в связи с чем Capitol создал новую серию (обозначенную как «4-by серия»), диски из которой выступали бы в роли «супер-синглов». Суть идеи заключалась в том, чтобы предоставить рынку набор из четырёх песен для того, чтобы «дополнить синглы и альбомы исполнителя, не составляя конкуренции его текущему хитовому синглу». Название, выбранное сообразно идее, являлось одновременно отсылкой к предыдущему синглу «Битлз», выпущенному лейблом Capitol. Позже, однако, оказалось, что спрос на мини-альбомы в США весьма мал, поэтому идея о продолжении подобной серии была отброшена.
Несмотря на то, что изначально предполагалось выпустить этот диск как сингл в мягкой обложке и, таким образом, дифференцировать его от мини-альбомов, в итоге альбом был выпущен в твёрдом картонном конверте в виде, похожем на обычные выпуски мини-альбомов. В хит-параде Billboard Hot 100 альбом достиг 68-й позиции.
Capitol удалил этот релиз из своего каталога 31 декабря 1965 года, менее чем через год после выпуска.

## Список композиций
В мини-альбом вошли четыре песни, которые уже были выпущены на американском альбоме Beatles '65 в декабре 1964 года.
Сторона «А»
1. «Honey Don’t» (Карл Перкинс)
2. «I’m a Loser» (Леннон — Маккартни)

Сторона «Б»
1. «Mr. Moonlight» (Рой Ли Джонсон)
2. «Everybody’s Trying to Be My Baby» (Карл Перкинс)